# Espérance (X-Files)
Pour les articles homonymes, voir Espérance.
Espérance (This Is Not Happening) est le 14e épisode de la saison 8 de la série télévisée X-Files. Dans cet épisode, qui fait partie de l'arc mythologique de la série, l'une des personnes enlevées en même temps que Mulder est retrouvée, ce qui relance l'enquête sur sa disparition.
L'épisode, qui marque le retour temporaire dans la série de David Duchovny ainsi que la première apparition du personnage de Monica Reyes, a recueilli des critiques plutôt favorables.

## Résumé
À Helena, dans le Montana, Richie Szalay suit un OVNI. Il le perd de vue mais trouve une femme nue et inconsciente. Celle-ci se révèle être Theresa Hoese, qui a disparu l'année précédente en même temps que Mulder. Scully, Doggett et Skinner se rendent aussitôt sur les lieux pour enquêter. Ils interrogent Richie, qui affirme avoir vu un extraterrestre prendre la fuite, mais Doggett doute de son témoignage car ce sont des empreintes de chaussures de sport qui ont été relevées sur les lieux. Pendant ce temps, Jeremiah Smith, sous l'apparence d'un docteur, fait sortir Theresa de l'hôpital.
Doggett fait appel à un autre agent du FBI, Monica Reyes, pour les aider à retrouver Mulder et Theresa. Reyes pense que les disparus ont rejoint une secte ufologique, hypothèse que Scully rejette. De son côté, Smith guérit les blessures de Theresa. Plus tard, Reyes voit un OVNI et surprend Smith et un autre homme en train de porter un corps. Les deux hommes prennent la fuite, alors que le cadavre s'avère être celui de Gary, un ami de Richie qui avait lui aussi été enlevé. Reyes ayant relevé le numéro de la plaque du véhicule dans lequel les deux hommes se sont enfuis, cela mène le FBI à une ferme qui est le siège d'une secte apocalyptique dirigé par un certain Absalom. Theresa y est retrouvée et Absalom est arrêté mais Smith disparaît.
Interrogé, Absalom prétend qu'il s'attache à sauver la vie de personnes enlevées que les extraterrestres déposent en les laissant pour morts. Sur une vidéo du raid du FBI, Scully identifie Smith. Celui-ci a pris une autre apparence mais Scully le reconnaît parmi les membres de la secte grâce à ses chaussures de sport. Smith affirme à Scully qu'il peut l'aider à retrouver Mulder mais le corps sans vie de ce dernier est alors retrouvé dans les environs de la ferme. Scully court chercher Smith pour qu'il le sauve grâce à son pouvoir guérisseur mais un OVNI enlève Smith.

## Distribution
- David Duchovny : Fox Mulder
- Gillian Anderson : Dana Scully
- Robert Patrick : John Doggett
- Annabeth Gish : Monica Reyes
- Mitch Pileggi : Walter Skinner
- Roy Thinnes : Jeremiah Smith
- Judd Trichter : Richie Szalay
- Judson Scott : Absalom
- Sarah Koskoff : Theresa Hoese
- Bernard White : le docteur Desai
- Eddie Kaye Thomas : Gary Cole

## Production
L'épisode marque le retour temporaire dans la série de David Duchovny dans le rôle de Fox Mulder, le personnage n'étant alors apparu au cours de la 8e saison que pour un caméo dans l'épisode Chasse à l'homme et dans des flashbacks des épisodes Dévoreur d'âmes et Per manum. Le personnage de Monica Reyes est quant à lui introduit en prévision d'un possible départ de Gillian Anderson à la fin de la saison. Chris Carter souhaite que Reyes soit aussi différente de Doggett que Scully l'est de Mulder et qu'elle soit également d'un naturel optimiste et enjoué. Annabeth Gish est engagée pour le rôle sans même passer d'audition, après une simple rencontre avec Chris Carter et Frank Spotnitz.
La première scène tournée par Annabeth Gish dans l'épisode est celle où son personnage découvre le corps de Gary. Pour la scène d'ouverture de l'épisode, dans lequel un jeune homme en voiture poursuit un OVNI, un hélicoptère, camouflé en utilisant plusieurs techniques différentes selon les plans, est utilisé. La disparition soudaine de l'OVNI est créée numériquement.

## Accueil

### Audiences
Lors de sa première diffusion aux États-Unis, l'épisode réalise un score de 9,7 sur l'échelle de Nielsen, avec 14 % de parts de marché, et est regardé par 16,90 millions de téléspectateurs, ce qui en fait l'épisode connaissant le meilleur taux d'audience de la 8e saison. La promotion télévisée de l'épisode est réalisée avec le slogan « Tonight, the search for Mulder ends » (en français « Ce soir, la recherche de Mulder prend fin »).

### Accueil critique
L'épisode obtient des critiques plutôt favorables. Dans leur livre sur la série, Robert Shearman et Lars Pearson lui donnent la note de 5/5. John Keegan, du site Critical Myth, lui donne la note de 10/10. Todd VanDerWerff, du site The A.V. Club, lui donne la note de A-.
Parmi les critiques négatives, Paula Vitaris, de Cinefantastique, lui donne la note de 1,5/4. Le site Le Monde des Avengers évoque un épisode plutôt décevant « par son manque de flamme mais aussi de rebondissements », la mise en scène « très efficace » ne parvenant pas à « enflammer cette histoire trop prévisible ».

### Distinctions
L'épisode est nommé en 2001 aux Primetime Emmy Awards dans la catégorie de la meilleure photographie pour une série.